# 241년

## 연호
- 위(魏) 정시(正始) 2년
- 촉(蜀) 연희(延熙) 4년
- 오(吳) 적오(赤烏) 4년

## 기년
- 위(魏) 소제(少帝) 2년
- 촉(蜀) 후주(後主) 19년
- 오(吳) 대제(大帝) 20년
- 신라(新羅) 조분 이사금(助賁泥師今) 12년
- 고구려(高句麗) 동천왕(東川王) 15년
- 백제(百濟) 고이왕(古爾王) 8년